# NGC 1019
NGC 1019 (другие обозначения — UGC 2132, MCG 0-7-68, ZWG 388.79, KUG 0235+016, PGC 10006) — галактика в созвездии Кит.
Этот объект входит в число перечисленных в оригинальной редакции «Нового общего каталога».
Галактика обладает активным ядром и относится к сейфертовским галактикам типа I.
Ядро окружено плотными кольцами газа и пыли и имеет много областей звездообразования.